# 狭叶假人参
狭叶假人参（学名：Panax pseudoginseng var. angustifolus）是五加科人参属假人参的变种。分布在不丹、尼泊尔、印度、锡金以及中国大陆的贵州、四川等地，目前尚未由人工引种栽培。
世界植物在线认为这应是羽叶三七的变种。